# Čimila jezik
Chimila jezik (ISO 639-3: cbg; caca weranos, san jorge, shimizya), jezik Chimila Indijanaca u središnjem dijelu departmana Magdalena u Kolumbiji. Danas ga vode kao jedan od chibchanskih jezika, a klasificirao se i u aravačke jezike. Govori ga oko 2 000 ljudi (2006 T. Malone).
Postoje dvije lokalne razdvojene grupe koje njime govore. U upotrebi je i španjolski.

## Vanjske poveznice
- Ethnologue (14th)
- Ethnologue (15th)